# ربط كيميائي
الربط الكيميائي (بالإنجليزية: Chemical ligation)‏ هو مجموعة من التقنيات المستخدمة لإنشاء سلاسل ببتيدية أو بروتينية طويلة، وهو المرحلة الثانية في الاصطناع التقاربي. يتم فيه أولا تحضير ببتيدات قصيرة تتكون من 30-50 حمضا أمينيا عبر عملية تخليق الببتيد، ثم تُزال حمايتها. الربط الكيميائي هو تقنية الربط بين هذه الببتيدات عبر تفاعل اختيار كيميائي يمنح في النهاية ناتجا فريدا، وذلك في محلول مائي عادة. مع مراحل الربط المتعددة يمكن إنتاج بروتينات طولها حوالي 200-300 حمض أميني.